# Balls to the Wall
Balls to the Wall (англ. «Очертя голову»  ) — пятый студийный альбом группы Accept, вышедший в 1983 году. Альбом был еще более успешным в коммерческом плане, чем его предшественник — было продано около двух миллионов копий альбома, в США по данным RIAA диск получил золотой статус. Продвижению альбома помог культовый заглавный трек, который стал хитом на MTV, а также первый американский тур в поддержку группы Kiss.

## Об альбоме
Заглавная песня альбома «Balls to the Wall» появилась после того, как жена гитариста Вольфа Хоффманна, Габи прочитала британский журнал, в котором группа Accept описывалась как «balls to the wall». Музыканты никогда раньше не слышали этого термина, но это звучало так необычно, что она сказала Вольфу: «Напиши песню под названием „Balls to the Wall“». В интервью журналу Guitar World гитарист рассказал, как он придумал идею риффа и припева и принёс ее коллегам. Басист Петер Балтес написал куплет, и вся песня получилась очень быстро. Однако после музыканты потратили шесть дней на сведение только этой песни, а затем два дня на остальную часть пластинки. Несмотря на своё название, вызывающее у некоторых авторов прямые ассоциации с тестикулами, этот метал-трек на самом деле — гимн прав человека. По словам гитариста Вольфа Хоффмана, который сказал: «Вот о чём на самом деле „Balls To The Wall“ — однажды замученные встанут и надерут кому-нибудь задницу!». Онлайн-издание Ultimate Classic Rock называет «Balls to the Wall» «фантастической смесью сокрушительных риффов, мужественных вокальных припевов, пронзительных криков и сказочно головокружительных текстов, которые в основном терялись при переводе, но, по иронии судьбы, звучат от этого еще более занимательно».
Обозреватель издания Louder считает трек «Balls To The Wall» самым большим гимном группы и самой запоминающейся песней. Он также отмечает композицию «London Leatherboys», которая звучит как переработанная версия «Killing Machine» группы Judas Priest, а также называет вокал Удо Диркшнайдера в этом номере великолепным. Критики также выделяют другие сильные номера, такие как «Head Over Heels»,  «Winter Dreams», зажигательный «Love Child», и сходятся во мнении, что успех альбома во многом определяется хриплым голосом фронтмена Удо Диркшнайдера.  
Завершает альбом баллада «Winter Dreams», в которой ведущую роль играет акустическая и электрогитара. «Это просто романтическая песня», — сказал Вольф Хоффманн в интервью журналу American Songwriter. «Мы всегда любили эти нежные моменты — в них есть меланхоличная атмосфера, просто показывающая нашу более мягкую сторону… Наличие таких песен, как „Winter Dreams“, или присутствие мрачных вступлений добавляет немного динамики, которая иногда отчаянно необходима в металлической музыке».  
При записи этого диска впервые в истории группы был использован цифровой метод записи. Для продвижения альбома на песню «Balls to the Wall» было снято промо-видео, изображающее группу, выступающую перед часовой башней и едущую на таранном шаре. Клип был снят режиссёром Джулиеном Темплом в Лондоне в старом заброшенном здании недалеко от аэропорта Хитроу.
Balls to the Wall стал настоящим прорывом для группы и позволил ей получить признание за переделами Европы. Accept подписали международный контракт с крупным лейблом Sony/Epic, и впервые отправились на гастроли по Соединенным Штатам. По словам Вольфа Хоффмана, музыканты, по сути, приехали из провинциальной Германии и увидели мир. «Этот альбом действительно имел огромное значение для нас в нашей карьере».

## Критика и признание
Журнал Metal Hammer, высоко оценивший альбом, в своей рецензии пишет: «Оказав огромное влияние на миры трэш- и пауэр-метала, Accept достигли зрелости с Balls To The Wall в 1983 году. 1980-е годы были не самыми толерантными, но у Accept, похоже, не было проблем с тем, чтобы играть с сексуальными стереотипами, заигрывать с гомоэротикой через название своего альбома, его обложку и тему мелодии под названием „London Leatherboys“. Музыка, однако, действительно великолепна, полна гимновых припевов в стиле Panzer Tank, горячих гитарных партий Вольфа Хоффмана и Германа Франка и наложенного гортанного вокала Удо Диркшнайдера». Немецкое издание этого журнала включило Balls to the Wall в свой рейтинг «500 лучших металлических альбомов всех времён» и написало: «Вряд ли какая-либо песня может сравниться с первой песней пятого одноимённого альбома этой тевтонской метал-группы, которая до сих пор исполняется на концертах. Они, наконец, добились прорыва благодаря таким хитам, как заглавный трек и „Losers And Winners“, а также „London Leatherboys“ и „Love Child“». 
Журнал Decibel считает альбом лучшим в дискографии группы и огромным шедевром немецкой стали и металла, где мрачные мелодии сталкиваются с более мрачными вибрациями в переулках какого-то города. Сравнивая предыдущий альбом Restless and Wild с Balls to the Wall обозреватель издания полагает, что хотя первый был более трэшевым и более новаторским для своего времени, но по продолжительности воздействия он не может превзойти Balls to the Wall.
Журнал Rolling Stone, включивший трек «Balls to the Wall» в свой рейтинг «100 величайших хэви-метал-песен всех времён», пишет: «Менеджер группы Габи Хауке написала шокирующие видения токсичной маскулинности — секс, насилие, антиутопия — для их альбома Balls to the Wall, а заглавный трек — это бурлящий гимн времен Холодной войны. Две ведущие гитары остры как бритва; одетый в камуфляж Удо Диркшнайдер лидирует своим хриплым голосом и жутким скрежетом зубов; постановка вызывает ассоциации с кожей, хромом и сталью; а тексты песен Хауке изобилуют провокационными образами пыток, содомии, груд трупов и бунта… Песня мгновенно стала классикой».
Онлайн-издание Loudwire , включившее «Balls to the Wall» в свой список «50 лучших метал-альбомов всех времён», называет группу Accept «немецкими провокаторами хэви-метала», которые действительно выложились по полной программе на этом прорывном пятом студийном альбоме, и отмечает помпезный заглавный трек, а также такие номера, как «London Leatherboys», «Head Over Heels» и «Love Child» — все они, по мнению издания, «пронизаны неподражаемыми воплями Удо Диркшнайдера».

## Список композиций
Все песни написаны Accept и Deaffy (Габи Хауке).

### Сторона 1LP
| №  | Название                           | Перевод названия                         | Длительность |
| -- | ---------------------------------- | ---------------------------------------- | ------------ |
| 1. | «Balls to the Wall»                | «Очертя голову»                          | 5:42         |
| 2. | «London Leather Boys»              | «Лондонские парни в коже»                | 3:57         |
| 3. | «Fight It Back»                    | «Дай сдачи»                              | 3:38         |
| 4. | «Head Over Heels»                  | «Безумно влюблён»                        | 4:25         |
| 5. | «Losing More Than You’ve Ever Had» | «Потерявший больше, чем когда-либо имел» | 5:10         |

### Сторона 2LP
| №  | Название                | Перевод названия           | Длительность |
| -- | ----------------------- | -------------------------- | ------------ |
| 1. | «Love Child»            | «Дитя любви»               | 3:34         |
| 2. | «Turn Me On»            | «Отдайся мне»              | 5:12         |
| 3. | «Losers and Winners»    | «Побеждённые и победители» | 4:19         |
| 4. | «Guardian of the Night» | «Хранитель ночи»           | 4:24         |
| 5. | «Winter Dreams»         | «Зимние сны»               | 4:52         |

## Видео
- «Balls to the Wall» (1984) видеоклип

## Некоторые релизы
Список неполный, имеются разные варианты обложки
- Balls to The Wall (RCA, PL 70186) LP, ФРГ, 1983
- Balls to The Wall (Portrait Records, PRT25791), LP, Великобритания, 1983
- Balls to The Wall (Polydor, 815731-1), LP, Франция, Норвегия, Голландия, 1983
- Balls to The Wall (Lark Records, INL 3563), LP, Бельгия, 1983
- Balls to The Wall (Portrait Records, 25-3P-498), LP, Япония, 1984
- Balls to The Wall (Epic, 144836), LP, Бразилия, 1984
- Balls to The Wall (Portrait Records, PRT25791), LP, Греция, 1984
- Balls to The Wall (CBS, 20498), LP, Аргентина, 1984
- Balls to The Wall (CBS\Epic, Epic-274), LP, Венесуэла, 1984
- Balls to The Wall (Portrait Records, PRT33024), LP, Австралия, 1984
- Balls to The Wall (CBS\Epic, S.E.3368), LP, Перу, 1984
- Balls to The Wall (BFR Records, BFR 39241 097), LP, Корея, 1984
- Balls to The Wall (Stereophonic, RK77), LP, Корея, 1984
- Balls to The Wall (Portrait Records, PRT25791), LP, Испания, 1984
- Balls to The Wall (Portrait Records, FR39241), LP, Канада, 1984
- Balls to The Wall (Portrait Records, R39241), LP, США, 1984
- Balls to The Wall (Epic, ???), CD, США, 1984
- Balls to The Wall (Sony, ???), CD, США, 2001

+ бонус Head over Heels (live) и Love Child (live)
- Balls to The Wall (BMG, ???), CD, США, 2002

+ бонус Up To The Limit (live) и Head over Heels (live)

## Чарты
| Чарт                 | Позиция |
| -------------------- | ------- |
| Sverigetopplistan    | 10      |
| Billboard 200        | 74      |
| Media Control Charts | 59      |

## Участники записи
- Удо Диркшнайдер — вокал
- Вольф Хоффманн — гитара
- Петер Балтес — бас-гитара
- Герман Франк — гитара
- Штефан Кауфманн — ударные

Другие лица
- Луи Остин — звукооператор
- Михаэль Вагенер — сведение
- Дитер Айкельпот — фото на конверте, идея оформления

## Комментарии
1. ↑  Название песни — это фразеологизм «на всю катушку», «очертя голову». В среде военных лётчиков — «полный газ», «быстрое ускорение». В буквальном переводе звучит провокационно, «Яйцами об стену»; двусмысленность подчёркивалась осознанно обложками альбома и сингла и текстом песни, где звучит «You’ll get your balls to the wall, man», что буквально можно перевести как «Ты размажешь свои яйца по стене, мужик».